# Les Epesses
Les Epesses là một xã trong vùng hành chính Pays de la Loire, thuộc tỉnh Vendée, quận La Roche-sur-Yon, tổng Herbiers. Tọa độ địa lý của xã là 46° 53' vĩ độ bắc, 00° 53' kinh độ đông. Les Epesses nằm trên độ cao trung bình là 220 mét trên mực nước biển, có điểm thấp nhất là 118 mét và điểm cao nhất là 254 mét. Xã có diện tích 31,29 km², dân số vào thời điểm 1999 là 2110 người; mật độ dân số là 67 người/km².

## Thông tin nhân khẩu
| 1962  | 1968  | 1975  | 1982  | 1990  | 1999  |
| ----- | ----- | ----- | ----- | ----- | ----- |
| 1.842 | 1.876 | 1.957 | 2.016 | 2.107 | 2.110 |

## Địa điểm tham quan
- Lâu đài Puy du Fou